# Атлауа

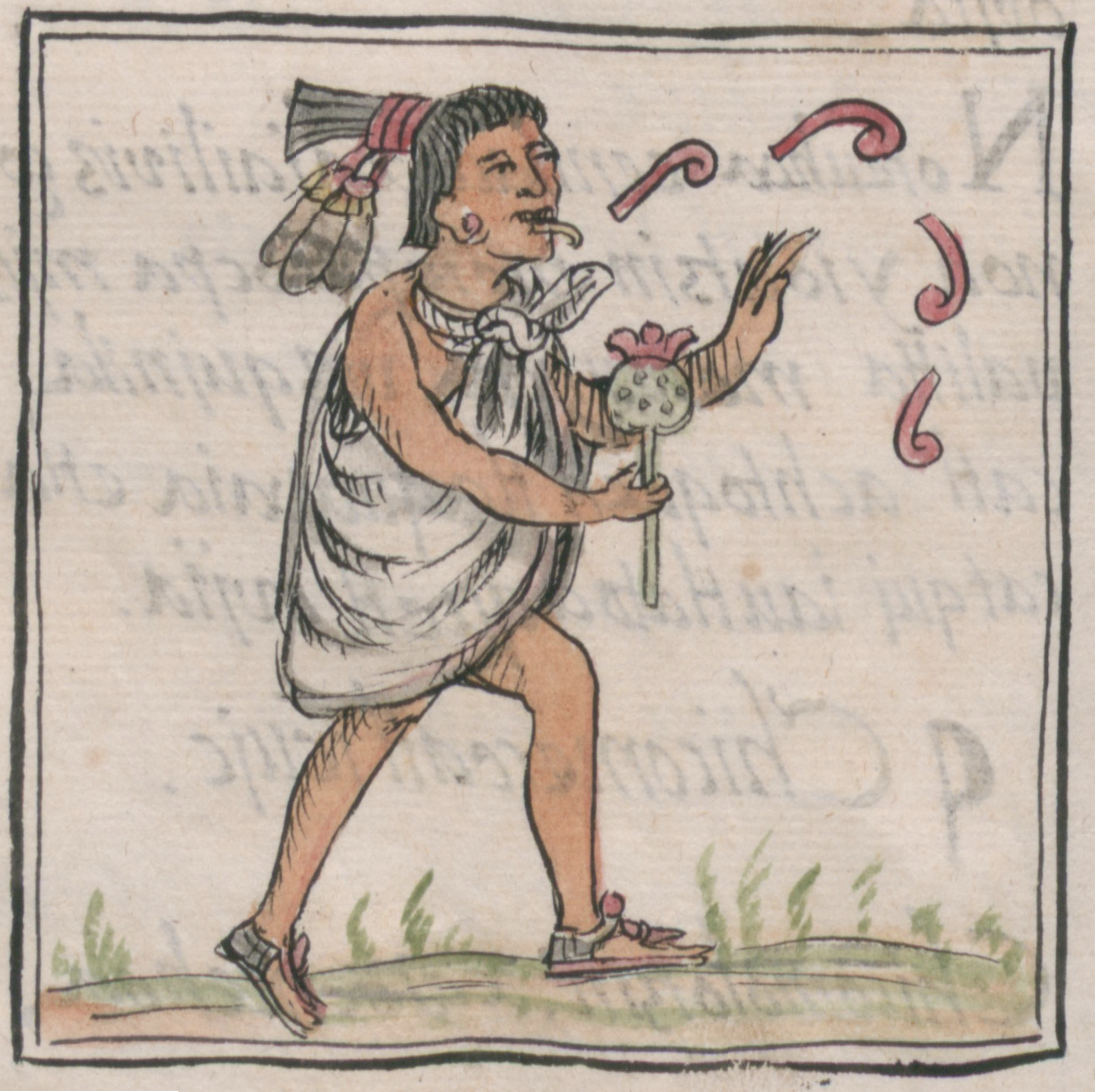
Людина науа, що ймовірно співає й танцює богу Атлауа.

Атлауа (науатль Atlahua, Atlaua або Ahtlahua), також Атлаоа (науатль Atlahoa) або Атлава (науатль Atlavâ) — в ацтекській міфології бог води, покровитель рибалок та лучників.
На зображенні праворуч зображена молода мексиканка, яка співає пісню «Atlahua Icuic» і танцює до бога Атлауа у Флорентійському кодексі.
Про цього бога майже не збереглося жодних відомостей. Однак Анхель Марія Гарібай Кінтана припускає, що Атлауа є «блакитним Тлалоком, або Тлалоком з півдня».
Бог Атлалуа також споріднений з Амімітлем, богом озер і рибалок, і богом Опочтлі, богом рибальства та полювання. Споріднений також зі стрілами.

## Етимологія
Орфографічні варіанти слова «атлауа» у мові науатль представляють орфографічну нестабільність, яка характеризувала цю мову до XVIII ст., через що існує кілька варіантів написання слова за різні періоди у різних словниках. Найпоширеніші ж імена, такі як «Atlahua», «Atlaua» та «Ahtlahua», означають «володар вод» або «власник води», де «atla» — «вода» . 
Втім слово «Ahtlahuah» із суфіксом у кінці «h» з'являється у класичній науатльській мові як присвійний іменник від слова «Ahtlatl» або «Átlatl».